# Phaeophilacris abyssinica
Phaeophilacris abyssinica är en insektsart som beskrevs av Henri Saussure 1878. Phaeophilacris abyssinica ingår i släktet Phaeophilacris och familjen syrsor. Inga underarter finns listade i Catalogue of Life.